# Pracha Ladiges
Pracha Ladiges (* 18. Dezember 1972) ist ein ehemaliger deutscher Taekwondokämpfer.

## Werdegang
Ladiges wurde 1999 und 2000 in der Gewichtsklasse bis 54 Kilogramm deutscher Meister. Er kämpfte damals für die Hamburger Sportschule Tangun. Silber bei deutschen Meisterschaften gewann der Eddi genannte Sportler in derselben Gewichtsklasse in den Jahren 1993, 1996, 1998 (jeweils für Chung-Mu Elmshorn), 2001 und 2003 (jeweils für Tangun Hamburg). Dritter wurde Ladiges 1992, 1994 (damals war er Mitglied des Sportstudios Prisma in Uetersen), 1997 (Chung-Mu Elmshorn) und 2002 (Tangun Hamburg). Hinzu kam 1995 ein dritter Rang in der Gewichtsklasse bis 50 Kilogramm.
Er nahm an internationalen Wettkämpfen teil, darunter an der Weltmeisterschaft 1999 sowie an den Europameisterschaften 1996 und 2000. Im Jahr 1999 gewann Ladiges die Danish Open in Kopenhagen. 2001 belegte er bei den US Open in Las Vegas den dritten Rang.